# Слободан Маркович
Слобо́дан Ма́ркович (серб. Слободан Марковић / Slobodan Marković; 9 листопада 1978, Чачак, СФРЮ) — сербський футболіст, півзахисник.

## Біографія

### Клубна кар'єра
Футбольну кар'єру починав у Югославії, де грав за: «Борац», «Железник». Був капітаном «Железника». Взимку 2004 року підписав контракт з донецьким «Металургом». Пізніше повернувся на батьківщину де змінив три клуби: «Борац», «Вождовац», «Воєводина». У складі «Воєводини» виступав у кваліфікації Кубка УЄФА.
В «Таврії» — з літа 2007 року.

### Кар'єра в збірній
У складі збірної Сербії Маркович дебютував у грі з англійцями, а всього на рахунку півзахисника три гри в національній команді.

## Досягнення
- Володар Кубка України (1): 2009/2010